# Issa Al-Obaidi
Issa Abdulsalam Abudalwahab Al-Obaidi (ar. عيسى عبدالسلام عبدالوهاب العبيدي;ur. 13 marca 1997) – iracki zapaśnik walczący w stylu wolnym. 
Brązowy medalista igrzysk panarabskich w 2023. Zajął piąte miejsce na mistrzostwach Azji w 2020. Mistrz arabski w 2022 i 2023 roku.